# Solvil et Titus
Solvil et Titus (ou Solvil & Titus) est une entreprise horlogère anciennement suisse et désormais établie à Hong Kong. Elle a été fondée en 1892 à La Chaux-de-Fonds, Neuchâtel, Suisse par Paul Ditisheim et développée par Paul Bernard Vogel.

## Histoire

### La fondation: Paul Ditisheim
Paul Ditisheim est né au sein d'une des plus célèbres familles de l'horlogerie suisse du XIXe siècle et marchant dans leurs traces, il reste l'un des horlogers les plus réputés de son temps. À l'âge de 13 ans, il sort diplômé de la prestigieuse École d'Horlogerie de La Chaux-de-Fonds, le berceau historique de l'industrie horlogère helvétique. Il commence alors sa formation technique auprès de plusieurs des grandes manufactures horlogères chaux-de-fonnières avant de rejoindre l'entreprise familiale, la manufacture Vulcain, où il travaille jusqu'en 1892 date à laquelle il fonde ses propres manufactures : Solvil (dont les productions sont souvent signés Paul Ditisheim) et Titus (produits séparément), spécialisées dans les montres de luxe et les chronomètres de haute technicité.
Avec le développement de ces manufactures, Paul Ditishiem participe activement aux plus grandes innovations techniques horlogères de son temps, notamment dans le domaine des chronomètres dont il révolutionne la précision grâce à ses travaux sur la pression atmosphérique et les champs magnétiques, mettant ainsi au point le balancier à compensation fixe. Ces inventions permettent aux chronomètres des marques Solvil et Titus de devenir les plus précis au monde :
- en 1900, ils sont décorés du Grand Prix de l'Exposition Universelle de Paris ;
- en 1903, les montres Solvil reçoivent les premiers prix des concours chronométriques des observatoires de Kew et Neuchâtel[8] ;
- en 1912, elles remportent le « record chronométrique mondial » (world's chronometric record) de l'Observatoire royal de Kew[9].

Paul Ditisheim collabore aussi étroitement avec le prix Nobel de physique Charles Édouard Guillaume et la manufacture Solvil est considérée comme la mère du chronomètre moderne. Le Pr Andrade de Observatoire astronomique de Besançon, considéra ainsi que les montres Solvil à balancier affixe-élinvar « constitu(ai)ent le plus grand progrès de la chronométrie moderne ».

### L'âge d'or: Paul-Bernard Vogel
En 1930, Paul Ditisheim cède les manufactures Solvil et Titus et Paul Ditisheim au riche entrepreneur et industriel Paul Bernard Vogel. Ce dernier, héritier d'une puissante famille d'industriels de Suisse francophone et membre éminent de la haute société genevoise, est également proche des grandes familles de l'industrie horlogère, ayant épousé une des héritières de George-Emile Eberhard. Néanmoins, à la différence de Paul Ditisheim, Paul Bernard Vogel n'est pas un horloger mais un capitaine d'industrie, il décide de déplacer le siège social de ses manufactures à Genève et planifie leur expansion industrielle. En effet, à partir du début des années 1950, Paul Bernard Vogel, conscient du l'essor de la consommation de masse décide de diviser sa société en deux branches. Une partie de la compagnie continue la production des montres de luxe pour lesquelles Solvil, tandis qu'une autre se lance dans la production de montres bon marché afin de satisfaire la démocratisation du marché de l'horlogerie. Grâce à cette nouvelle orientation, Solvil et Titus participe au développement des toutes premières montres mécaniques et électroniques grand public. En 1962, Solvil et Titus lance, à l'issue de plus d'une décennie de recherches, la pendulette Soltronic : entièrement électronique, il s'agit alors de la pendulette la plus moderne du monde. Elle fait l'objet d'une exposition  et est exposée à « Montres et Bijoux » (alors la principale association des sociétés horlogères et des joailliers suisses, dont Paul Bernard Vogel était le président) en 1962, puis à la Foire de Bâle en 1963.
En 1968, Paul Bernard Vogel prend la direction de la toute nouvelle Société des Gardes-Temps SA, un conglomérat de manufactures horlogères grand public qui est alors la troisième plus grande société horlogère du monde. La Société des Gardes-Temps a également la particularité d'avoir une vraie dimension internationale: elle conclut ainsi un accord de licence avec Elgin Watch en 1973 et achète la Waltham Watch Company – ce qui représente à l'époque le plus important investissement étranger de l'industrie horlogère suisse.
Paul Bernard Vogel avait « anticipé la nécessité de l'élargissement et de la démocratisation du marché des montres et de la mise en en place d'un système de distribution international » et présida ainsi au développement des activités de Solvil et Titus à l'international. Au début des années 1960, surfant sur le boom économique des Tigres asiatiques il envoya son fils, Paul Vogel, développer le groupe familial en Asie ; basé à Hong Kong (alors protectorat britannique), ce dernier parvient à faire de Solvil et Titus l'une des marques horlogères les plus populaires d'Asie du Sud-Est.

### Hong Kong
Paul Bernard Vogel mourut en 1972, laissant les rênes du groupe à son fils Paul qui décida de le vendre. Les manufactures furent alors démantelées, les activités européennes -et notamment la production de montres haut de gamme- furent cédées à Ebel alors que les activités asiatiques -qui conservèrent l'exclusivité de la marque Solvil et Titus- furent vendues à l'entrepreneur hongkongais Joseph Wong et font désormais partie du groupe Stelux Holdings, coté à la Bourse de Hong Kong. La société, désormais basée à Hong Kong, a conservé son nom d'origine et s'est affirmée comme l'une des marques de montres préférée de l'Asie, notamment grâce aux campagnes de publicité Time is Love qui mettent en scène certaines des plus grandes stars du cinéma asiatique comme Dave Wang Chieh, Chow Yun-fat et Andy Lau ainsi que le footballer Ryan Giggs. Ces publicités sont reconnues comme des classiques de l'industrie publicitaire hongkongaise.